# Los comuneros (obra de teatro)
Los comuneros es una obra de teatro, escrita por Ana Diosdado y estrenada en el Teatro María Guerrero el 12 de marzo de 1974.

## Argumento
De carácter histórico, la obra recrea los acontecimientos acaecidos en la Castilla del siglo XVI, con la revuelta de los denominados comuneros, y la presencia de los personajes que vivieron aquellos sucesos: Juan de Padilla, Juan Bravo, Pedro Maldonado, Juana la Loca... Y todo ello a través de los recuerdos de un anciano Carlos V.

## Representaciones destacadas
- Teatro (Estreno, 1974). Intérpretes: Fernando Delgado (Padilla), Paco Hernández (Bravo), Pepe Lara (Muchacho), Enrique Diosdado (Hombre), Gemma Cuervo (María Pacheco), Irene Gutiérrez Caba (Juana la Loca), Enrique Cerro (Cardenal Adriano de Utrech), José Caride (Fray Bartolomé de Carranza).
- Televisión (Estudio 1, TVE, 1978). Intérpretes: Juan Diego (Padilla), Nicolás Dueñas (Bravo), Joaquín Hinojosa (Maldonado), Lola Herrera (Juana, la Loca), José María Escuer, Estanis González, Isabel Mestres, Emiliano Redondo, Felix Britos.